# Toni Hiebeler
Toni Hiebeler, né le 5 mars 1930 à Schwarzach (Vorarlberg) et mort le 2 novembre 1984 à Jesenice (Slovénie), est un alpiniste, journaliste, écrivain, conférencier et cinéaste autrichien. Son nom reste attaché à la première ascension hivernale de la face nord de l'Eiger en 1961.

## Biographie

### L'alpiniste
Toni Hiebeler fréquente la montagne dès son enfance, en compagnie de son père. À partir de 1947, il parcourt les plus grands itinéraires des Alpes et s'affirme comme l'un des meilleurs alpinistes de sa génération en ouvrant une bonne cinquantaine de nouvelles voies, en particulier dans le Rätikon. Il réussit deux premières hivernales exceptionnelles, d'une ampleur jamais tentée à la mauvaise saison (une durée d'une semaine pour chaque ascension) : la face nord de l'Eiger en 1961 et la face nord-ouest de la Civetta en 1963. De 1969 à 1971, il réalise des ascensions dans le Caucase, dans le Pamir et sur la face sud-ouest de l'Everest.

### Le journaliste et l'écrivain
De 1957 à 1962, Toni Hiebeler est rédacteur en chef de la revue Der Bergkamerad et en 1963 il fonde et dirige la revue mensuelle Alpinismus.
Il a publié de très nombreux livres sur la montagne, dont plusieurs ont été traduits en français :
- Combats pour l'Eiger ;
- S.O.S. Roc et Glace ;
- Les Montagnes de notre Terre ;
- Les Alpes.

Il est enterré au cimetière de l'Ouest de Munich.

## Ascensions
- 1951 - Face nord de la Cima Ovest ou « Cime ouest » (2 973 m) (Tre Cime di Lavaredo)
- 1952 - Face nord directe de la Laliderer Spitze
- 1952 - Voie Carlesso de la Torre di Valgrande (2 715 m), à la Civetta
- 1952 - Face nord-est du piz Badile
- 1952 - Éperon Walker aux Grandes Jorasses
- 1952 - Première ascension du pilier sud du Monte Schiara (2 565 m)
- 1961 - Première ascension hivernale de la face nord de l'Eiger
- 1960 - Nouvelle voie dans la face nord du Liskamm
- 1963 - Première ascension hivernale de la face nord-ouest de la Civetta avec Ignazio Piussi et Giorgio Redaelli
- 1968 - Première ascension du pilier nord-est de l'Eiger
- 1969 - Première ascension de la face est du pic Lénine